# Trapping

Beispiel für Blitzer und Trapping

Trapping ist ein Begriff aus der Reproduktionstechnik mit zwei Bedeutungen: das contour trapping und das ink trapping.

## Contour Trapping
Contour trapping – auf Deutsch auch Überfüllen – bezeichnet eine Methode bzw. ein Verfahren innerhalb des Reproduktionsprozesses für alle Druckverfahren, das für ein qualitativ hochwertiges Druckerzeugnis notwendig ist.
Wenn in einem Druckverfahren mehrere Farben einzeln und nacheinander übereinandergedruckt werden müssen, dann muss das Substrat (Papier) stets perfekt in der Druckanlage ausgerichtet sein (auf englisch registration). Andernfalls können an der Grenzlinie zweier Druckfarben weiße Ränder oder Löcher, sogenannte Blitzer, entstehen. In der obigen Abbildung sind die unerwünschten Blitzer beim linken ‚a‘ deutlich zu sehen, hier scheint das weiße Papier durch. Zum Verständnis: Die Farbe des Hintergrundes besteht aus 100 % Cyan, während die Farbe des Buchstabens ‚a‘ zu 100 % aus Magenta besteht. Da die Farben auf dem Druckbogen nicht übereinandergedruckt wurden, sondern leicht versetzt, bleibt ein kleiner Bereich dazwischen unbedruckt. Auf der anderen Seite des Buchstabens überschneiden sich hingegen die Farben Cyan und Magenta, was zur Folge hat, dass hier ein Blauton entsteht.
In der Praxis ist es unmöglich, immer eine perfekte Ausrichtung zu garantieren, deshalb verwendet man das Trapping. Einfach ausgedrückt wird dabei um das hellere Objekt, hier das ‚a‘, eine dünne Linie gelegt, sodass sich die Grenzflächen minimal überlappen. In diesem Fall – in der Abbildung am rechten ‚a‘ zu sehen – führt das dazu, dass an der Grenzfläche drei Druckfarben (Cyan, Magenta, Gelb) übereinandergedruckt werden, sodass kleine Ausrichtungsfehler kompensiert werden, solange die Verschiebung nicht größer als der Überlappungsbereich ist. Die Größe der Überlappung hängt von der verwendeten Drucktechnik ab. Während im modernen Offsetdruck eine sehr genaue Ausrichtung möglich ist, benötigt man beim Siebdruck eine stärkere Überfüllung, um Blitzer wirkungsvoll zu verhindern.
Es gibt verschiedene Möglichkeiten ein Trapping umzusetzen, sowohl in Bezug auf die Methode als auch bezüglich des Zeitpunktes innerhalb des Produktionsprozesses. So bieten DTP-Anwendungen wie Adobe InDesign, Scribus oder QuarkXPress eingebaute Trapping-Engines, die ein Trapping nach gewissen Voreinstellungen automatisch vornehmen. Weiterhin bieten die meisten Grafikprogramme dem Anwender die Möglichkeit eines manuellen Trappings mit den Optionen Überdrucken, Überfüllen und Unterfüllen, die teilweise auch für bestimmte optische Effekte eingesetzt werden. Allerdings sind die in DTP-Anwendungen vorgenommenen Trapping-Informationen im Rahmen eines Produktionsprozesses häufig nicht verlässlich, weil es aufgrund von Inkompatibilitäten (u. a. bei den unterstützten Postscript-Versionen) zu fehlerhaften Trappinginformationen oder Datenverlust kommt. Zusätzlich muss bei QuarkXPress auf die Weitergabe einer Composite-Datei verzichtet werden, was Korrekturen an der späteren PDF-Datei erschwert. Deshalb wird ein Trapping in der Praxis meistens in letzter Instanz vorgenommen, also im Raster Image Processor (RIP) der Druckplattenausgabe bzw. des Workflowsystems. Dadurch wird überwiegend das beste Ergebnis erzielt. Vor allem im Verpackungsdruck und beim Einsatz stark deckender Farben (z. B. Metallicfarben) sollte das Trapping den Spezialisten der ausführenden Druckerei vorbehalten bleiben.

## Ink trapping
Ink trapping bezeichnet die Farbannahmefähigkeit einer nachfolgenden Druckfarbe beim Nass-in-Nass-Druck, d. h. Übereinanderdruck mehrerer, nicht getrockneter Druckfarben. Die nachfolgenden Farben haben im Allgemeinen eine geringere Zügigkeit, um das Annehmen zu fördern.